# Luciana Caporaso
Luciana Caporaso (Londres, 23 de Junho de 1973), simplesmente conhecida como Luciana, é uma cantora e compositora inglesa.

## Carreira

### 1994–2005: Atuação eOne More River
Luciana fez sua estreia atuando em 1994, no episódio final da série de TV de curta duração britânica, Anna Lee. No show, ela cantou a música "Sister Sister", entre outras. Assinou com a Chrysalis Records (parte do Global Radio) e, em 1994, lançou seu primeiro single solo, "Get It Up for Love", que foi produzido por Danny Dancin 'D da banda D Mob. O single de acompanhamento foi de "If You Want". O terceiro e último lançamento foi um single A-dupla face e sua primeira balada, "One More River", e foi junto com a faixa pop-dance "What Goes Around", as três músicas traçadas dentro do Top 75 do UK Singles Chart e foram apresentados no álbum One More River. Após as fracas vendas de seus três singles solo, Caporaso se separou da Chrysalis Records.

### 2006–2010:Featuring Lucianae Sucesso Colaborativo
Depois de várias sessões no estúdio com a Produção Duo Bodyrox ela aparece em seu single "Yeah Yeah", lançado pela Eye Indústrias em 2006. A música passou a atingir sucesso comercial no Reino Unido e em toda a Europa, a canção alcançou 2 no UK Singles Chart. No ano seguinte, em 2007, ela aparece na canção de Super Mal "Bigger Than Big". A canção também alcançou sucesso comercial e de crítica na indústria dance e número 19 na UK Singles Chart.
Em 3 de março de 2008, a canção "Come On Girl" de Taio Cruz foi lançada, em que ela aparece. Essa canção chegou ao número 5 no UK Singles Chart, e apareceu no álbum Featuring Luciana, que foi lançado mais tarde na mesma semana. Ela visitou a Rádio Gaydar em novembro de 2009 para cantar o seu single "I Like That". A música atraiu mais de 10 milhões de visualizações no YouTube, e atingiu o topo em #3 na parada de singles da Austrália, empurrando Lady Gaga e Beyoncé "Telephone" para fora do lugar número um do Dance Chart australiano. Em julho de 2010 ", I like That " atingiu disco Duplo de Platina na Austrália, por vendas superiores a 140.000 unidades.

## Discografia
Albuns
- 1994: One More River
- 2008: Featuring Luciana